# 今市村 (島根県)
今市村（いまいちむら）は、かつて島根県那賀郡に属していた村である。

## 歴史
- 1889年（明治22年）4月1日 - 町村制施行により那賀郡今市村、丸原村、坂本村が合併して村制施行し、今市村が発足。
- 1954年（昭和29年）10月1日 - 木田村・和田村・都川村、邑智郡桜江村の一部（大字八戸の一部）と合併して旭村が発足し消滅。